# Peshwa

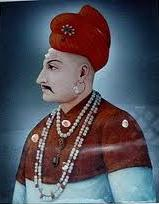
Der Peshwa Balaji Baji Rao, gen. Nanasaheb (1720–1761)

Peshwa (persisch پیشوا pēshwā oder pišwā, „Leiter“, „Führer“; Hindi पेशवा, Marathi पेशवे) war ein Amts- und Herrschertitel in Nordwest-Indien. Er bezeichnet vor allem die seit 1713 allesamt der Bhat-Familie angehörenden Premierminister und Hausmeier des Marathenreichs.

## Etymologie und Herkunft
Peshwa lautete schon bei früheren, muslimischen Herrscherhäusern Indiens der Titel des Ersten Ministers; der Begriff kommt bereits im Jahr 1152 bei dem muslimischen Ghuridenherrscher Ala-ud-din (1149–1161) vor. Seit 1397 wird er im Bahmani-Sultanat für einen der Minister verwendet, vor allem aber seit Ende des 17. Jhs. für die mächtigen Premierminister des Marathenreichs.

## Die Marathen-Peshwas

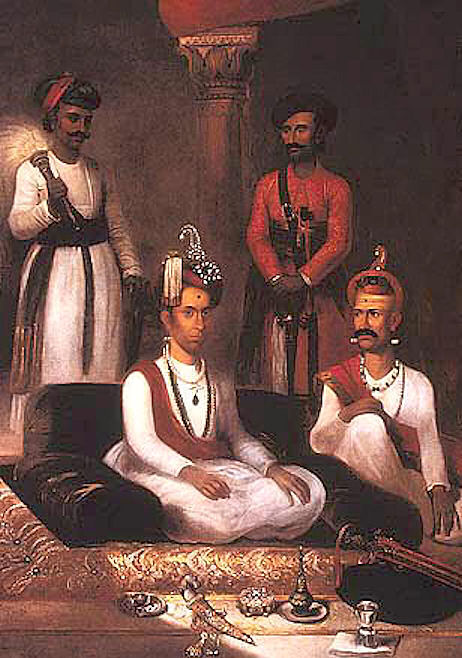
Peshwa Madhavrao II. mit seinem Minister Nana Fadnavis in Pune, 1792

Das Peshwa-Amt wurde von den Marathenherrschern, den Rajas von Satara, seit der Zeit des Staatsgründers Shivaji (um 1630–1680) mit Brahmanen besetzt und bezeichnete zunächst den Vorsitzenden von Shivajis Achterrat (Ashtapradhan). 

### Der erste Peshwa unter Shivaji
Erster Peshwa der Marathen war Moropant Trimbak Pingle (1620–1683), der im Jahr 1674 Peshwa wurde. Mit dem Aufstieg der Citpavan-Brahmanen von der Konkan-Küste, die zuerst als Finanzfachleute untergeordnete Verwaltungs- und Steuerämtern bekleidet hatten, in das Peshwa-Amt und nach deren Reorganisation des Steuer-, Verwaltungs- und Militärapparats verlor nicht nur die eigentliche Fürstendynastie der Bhonsle, sondern auch die sie umgebenden, bisher einflussreichen Adligen und eingesessenen Deshastha-Brahmanen immer mehr an Bedeutung. 

### Aufstieg zu Hausmeiern
Die Peshwas führten Krieg, eroberten als Feldherren ganze Regionen, schlossen Verträge und zogen Steuern ein, offiziell allerdings immer im Namen des Rajas von Satara, den sie dort in Gefangenschaft hielten. Im Jahr 1713 wurde ihr Amt unter Fürst Bajirao I., gen. Nanasaheb, (1720–1761) in der Familie erblich. Erstaunlicherweise scheint vor dieser, für das Fürstenhaus verhängnisvollen Entwicklung bereits im Jahr 1716 der umsichtige Ramchandra Pant Amatya (1650–1716), selber Peshwa, die Herrscherfamilie in seiner Schrift Ajnya patra, einem Fürstenspiegel im Sinne von Kautilyas Arthashastra oder Machiavellis Il Principe, gewarnt zu haben.

### Niedergang

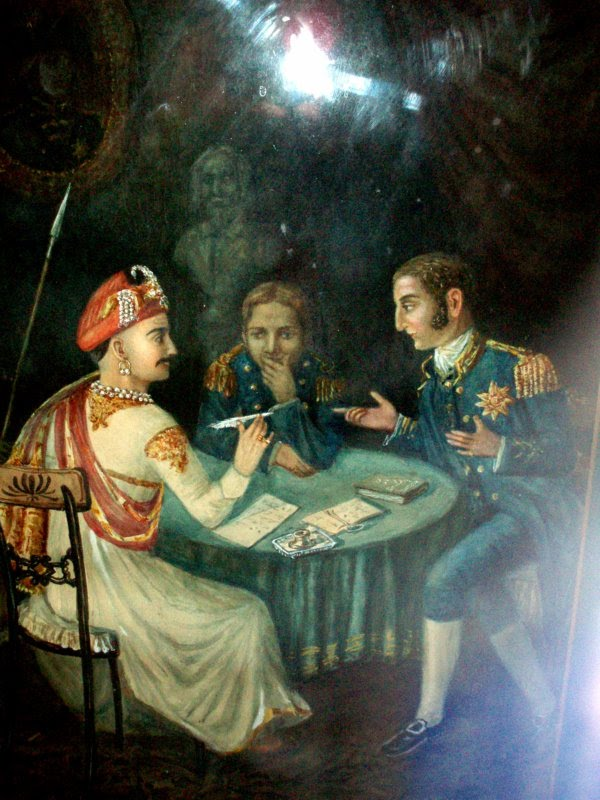
Letzter Peshwa der Marathen, Baji Rao II. (1775–1851), mit britischen Offizieren, um 1800

Der Peshwa in Pune wurde gegen Ende des Jahrhunderts selbst zu einer Marionette mächtiger Minister wie Nana Fadnavis, des "indischen Machiavelli" (Grant Duff). Die Generäle gründeten eigene Nachfolgestaaten, so die Sindia von Gwalior, des Holkar von Indore und des Gaekwad von Baroda. Dem Peshwa bzw. seinem Minister gelang es zwar noch, von ihrer Residenz aus – seit 1749 das nahe gelegene Pune – die Staaten der Marathen von sich abhängig zu machen und in ein Vasallenverhältnis zu zwingen, doch die katastrophale Niederlage in der Schlacht von Panipat gegen die Afghanen (1761) bedeutete das Scheitern ihrer militärischen und politischen Strategie, auch wenn es unter der Regierung von Madhavrao I. (reg. 1761–1772) noch einmal zu einer kurzen Renaissance der vereinten Marathenmacht kam.

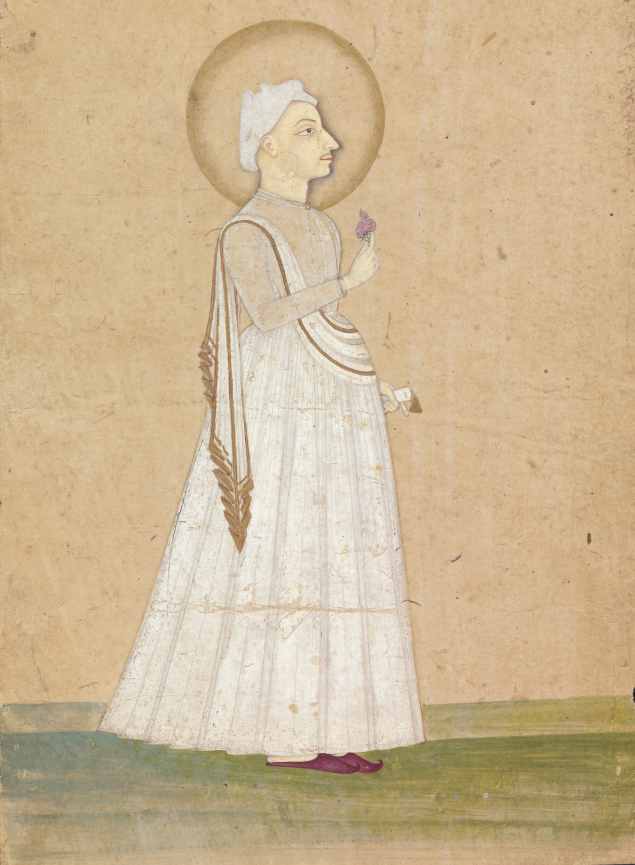
Peshwa Madhavrao I.

### Die Peshwas als Pensionäre der Briten
Im Jahr 1802 geriet der Peshwa bei den internen Auseinandersetzungen in Abhängigkeit von der Britischen Ostindien-Kompanie, die ihn – in Unkenntnis der Existenz des wahren Herrschers, des Raja von Satara aus dem Hause Bhonsle – irrtümlich für den eigentlichen König hielten.
Nach dem Dritten Marathenkrieg (1817–18) verlor der letzte Peshwa, Baji Rao II. (1775–1851), sein Amt, nahm aber von den Briten eine jährliche Rente an und verlebte seine letzten drei Lebensjahrzehnte als Pensionär der Ostindienkompanie unter den Augen der Briten in Bithur bei Kanpur. Sein Adoptivsohn Nana Sahib (1824–1857) spielte im großen Aufstand von 1857 eine führende Rolle.

## Das Fürstenhaus Bhonsle nach dem Wegfall der Peshwas
Das eigentliche Fürstentum mit dem Hof der Bhonsle von Satara blieb als Protektorat bestehen, wurde aber nach dem Tod des letzten (adoptierten) Rajas, Appa Saheb Bhonsle III. (1802–1848, reg. 1839–1848), der keine männlichen Erben besaß, als erster Heimfall gemäß der Doctrine of Lapse von den Briten vereinnahmt.

## Liste der Peshwas
- Balaji Vishwanath (1713–1720)
- Bajirao I. (1720–1740)
- Balaji Baji Rao (1740–1761)
- Madhav Rao I. Ballal (1761–1772)
- Narayan Rao (1772–1773)
- Ragunath (1773–1774; Prätendent)
- Madhav Rao II. Narayan (1774–1795)
- Baji Rao II. (1796–1818)